# 롭 에반

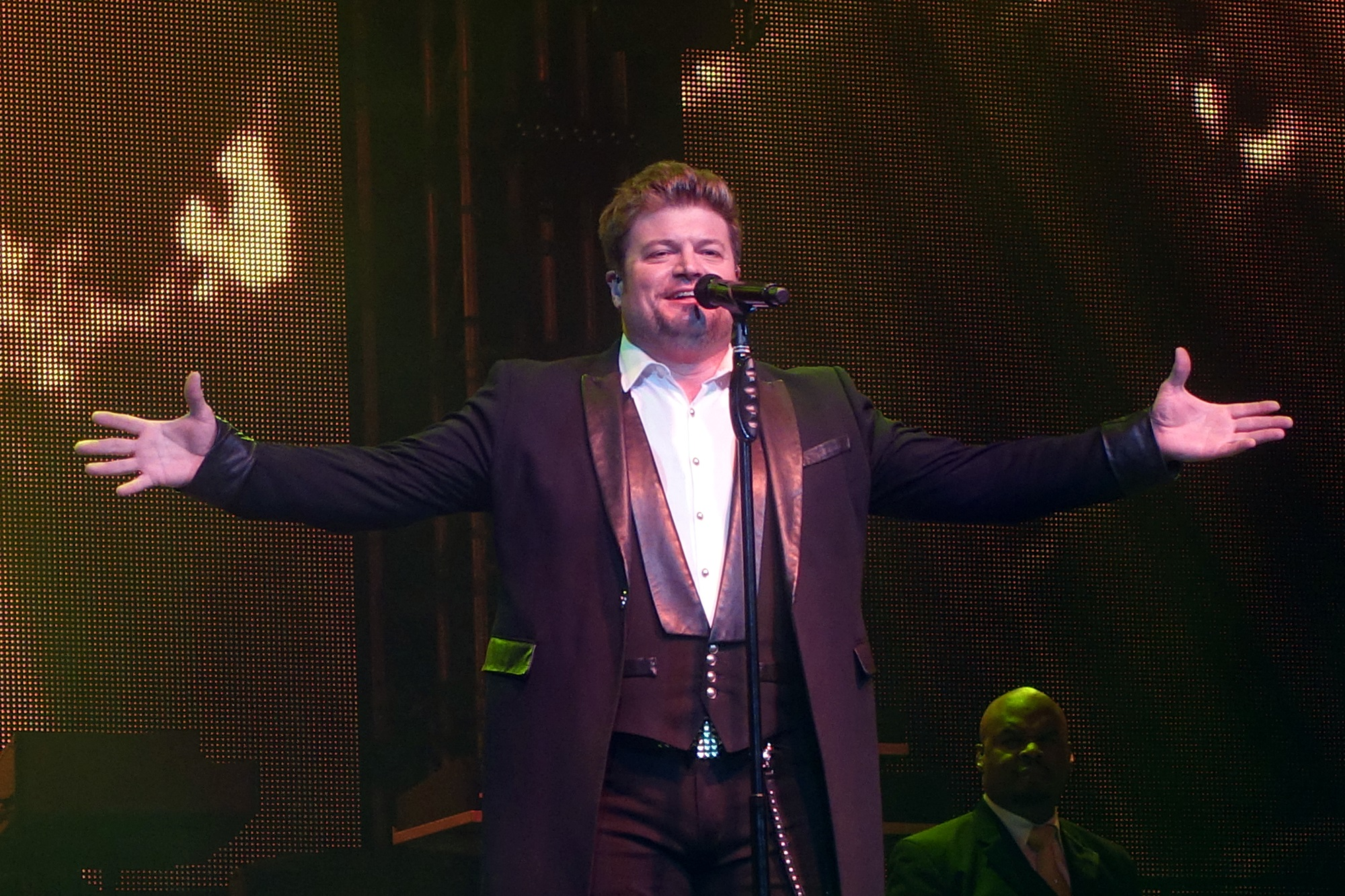
롭 에반

롭 에반(Rob Evan)은 미국의 가수, 배우이다.